# Watutino (Kaliningrad, Neman)
Watutino (russisch Ватутино, deutsch Gaidszen, 1936 Gaidßen, 1936 bis 1938 Gaidschen, 1938 bis 1945 Drosselbruch, litauisch Gaidžiai) ist ein Ort in der russischen Oblast Kaliningrad. Er gehört zur kommunalen Selbstverwaltungseinheit Stadtkreis Neman im Rajon Neman.

## Geographische Lage
Watutino liegt ganz im Süden des Rajon Neman, 18 Kilometer südwestlich der Kreisstadt Neman (Ragnit) und drei Kilometer südlich von Schilino (Szillen) an der Kommunalstraße 27K-069 von Schilino nach Uljanowo (Kraupischken/Breitenstein). Die nächste Bahnstation ist Schilino an der derzeit nicht betriebenen Bahnstrecke Tschernjachowsk–Sowetsk (Insterburg–Tilsit).

## Geschichte
Das ehemals Gaidszen genannte Dorf war zwischen 1874 und 1945 in den Amtsbezirk Szillen (ab 1939 „Amtsbezirk Schillen“) eingegliedert, der bis 1922 zum Kreis Ragnit, danach zum Landkreis Tilsit-Ragnit im Regierungsbezirk Gumbinnen der preußischen Provinz Ostpreußen gehörte. Im Jahre 1936 änderte man die Namensschreibweise zunächst in „Gaidßen“ um, schrieb dann jedoch bis 1938 „Gaidschen“. Von 1938 bis 1945 hieß das Dorf offiziell „Drosselbruch“.
Inzwischen mit dem nördlichen Ostpreußen der Sowjetunion zugeordnet, wurde der Ort im Jahr 1950 in „Watutino“ umbenannt und gleichzeitig in den Dorfsowjet Schilinski selski Sowet im Rajon Sowetsk eingeordnet. Von 2008 bis 2016 gehörte Watutino zur Landgemeinde Schilinskoje selskoje posselenije und seither zum Stadtkreis Neman.

### Einwohnerentwicklung
| Jahr | Einwohner |
| ---- | --------- |
| 1910 | 118       |
| 1933 | 88        |
| 1939 | 92        |
| 2002 | 37        |
| 2010 | 23        |

## Kirche
Vor 1945 war die Bevölkerung Gaidszens resp. Drosselbruchs fast ausnahmslos evangelischer Konfession. Das Dorf gehörte zum Kirchspiel der Kirche Szillen in der Diözese Ragnit im Kirchenkreis Tilsit-Ragnit innerhalb der Kirchenprovinz Ostpreußen der Kirche der Altpreußischen Union. Heute liegt Watutino im Einzugsbereich zweier in den 1990er Jahren neu entstandener evangelisch-lutherischen Gemeinden in Sabrodino (Lesgewangminnen, 1938 bis 1946 Lesgewangen) bzw. Bolschakowo (Groß Skaisgirren, 1938 bis 1946 Kreuzingen), die beide Teil der Propstei Kaliningrad (Königsberg) in der Evangelisch-lutherischen Kirche Europäisches Russland sind.